# Unblack metal
L'unblack metal est un genre musical et la variante chrétienne du black metal. C'est un genre controversé, car certains fans de black metal pensent que le nihilisme et le sentiment anti-chrétien et plus généralement anti-religieux est la base du black metal. Ce genre est parfois appelé HUBM pour « Holy UnBlack Metal ».

## Histoire

### Origines
Le boom occulte des années 1970 influence les paroles de nombreux groupes de heavy metal de la première heure. Au début des années 1980, plusieurs groupes ont traité ces thèmes de manière plus extrême, notamment Venom, Mercyful Fate et Bathory. Au milieu des années 1980, le heavy metal se divise en plusieurs sous-genres, dont le black metal, qui tire son nom d'un album de Venom portant le même titre. Dans les années 1980, le terme était imprécis en ce qui concerne les attributs musicaux, désignant simplement tous les groupes de metal dont les paroles étaient sataniques. Bien que des groupes de metal chrétien aient existé depuis la fin des années 1970, un contraste évident avec le black metal s'est produit en 1984 avec la sortie du premier album du groupe américain de doom metal Trouble, Psalm 9, qui s'appuyait de manière significative sur la Bible. Metal Blade Records présente Trouble comme un groupe de « white metal », par opposition au black metal. Le chanteur Eric Wagner explique en 2006 qu'« au début des années 1980, tout le metal était en quelque sorte satanique » et a laissé entendre que Metal Blade (ou son propriétaire Brian Slagel) avait en fait inventé le terme en premier lieu : « Je pense que c'était plutôt Metal Blade qui essayait d'être mignon ou quelque chose comme ça, avec tout ce qu'on appelait black metal, alors pourquoi ne pas nous appeler white metal, ce qui est un tas de conneries ».

### Années 1990
Le premier album du groupe australien Horde, Hellig Usvart, enregistré et publié en 1994, est souvent considéré comme le premier album de « unblack metal », bien que le seul membre « Anonymous » ait déclaré qu'« il y avait des groupes similaires avant Horde, même en Norvège », faisant référence à Antestor qui s'est formé en 1990. Avant 1993, ils formaient un groupe de death-doom appelé Crush Evil. Le premier album d'Antestor, Martyrium, est également enregistré en 1994 et marque un tournant vers le territoire du black metal. Cependant, en raison de problèmes avec le label du groupe à l'époque, l'album ne sort officiellement qu'en 2000. Euronymous de Mayhem déclare dans une interview que quelqu'un devrait forcer Crush Evil à se dissoudre.
Le début du mouvement unblack dépend de la définition qui lui est attribué. Horde est souvent considéré comme le premier groupe d'unblack avec la sortie anonyme du premier album, Hellig Usvart, en 1994 avec Nuclear Blast Records. Cet album cause beaucoup de controverse dans la scène black metal et des menaces de mort ont été envoyées chez Nuclear Blast en demandant à la maison de disques de révéler les noms des membres du groupe. Horde n'a joué que deux concerts, le batteur et auteur du disque, Jayson Sherlock, portait une capuche pendant le spectacle[réf. souhaitée].
Beaucoup d'autres groupes arrivent par la suite. Antestor avait sorti leur album, The Return of the Black Death, en 1998, sur Cacophonous Records, l'une des plus grandes maisons de disques de black metal en Europe. Mais quand le label découvre que les membres étaient chrétiens, elle les a immédiatement laissés tomber. Bien que l'unblack metal n'ait pas reçu de succès du grand public dans la musique (chrétienne ou non), quelques groupes, comme Crimson Thorn, jouent au Cornerstone Festival, l'un des plus grands festivals dans l'Illinois[réf. nécessaire].

### Depuis les années 2000

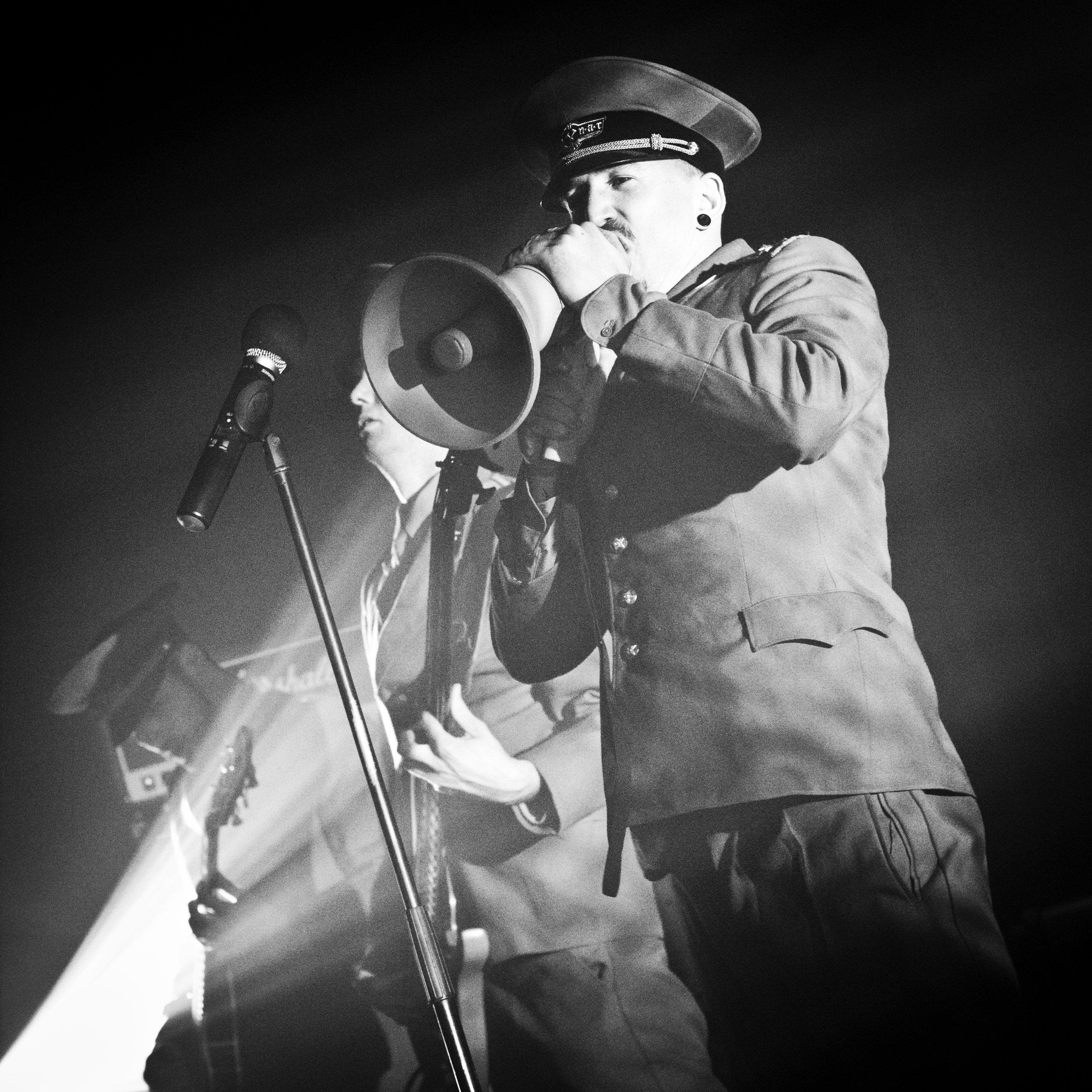
Le groupe norvégien Drottnar sur scène au Elements of Rock, en 2013.

Au début des années 2000, selon le magazine Screams of Abel, il y a une « explosion internationale de groupes de black metal chrétiens », et le black metal « semble être le genre qui se développe le plus rapidement sur la scène du metal chrétien ». En 2000, le premier album de Lengsel, Solace, est acclamé par la critique, Sanctifica sort Spirit of Purity, Crimson Moonlight sort son premier album The Covenant Progress, tandis que Drottnar publie ses démos sur un album intitulé Spiritual Battle, ce qui leur vaut une certaine popularité au sein de l'underground scandinave.
En dehors de la Scandinavie, l'unblack metal développe des scènes régionales aux États-Unis, en Amérique du Sud et en Europe centrale. Frost Like Ashes, basé à Kansas City, est un groupe américain. Les scènes d'Amérique du Sud et d'Amérique centrale, par exemple, sont connues pour leur attitude radicalement anti-satanique, et des groupes comme Exousia et Deborah (Mexique) se produisent sur la scène internationale en Europe,.
En Pologne, les groupes d'unblack metal les plus connus sont Abdijah, Fire Throne et Elgibbor. Ce dernier fait l'objet d'un court documentaire de la télévision polonaise consacré à l'unblack metal. Le groupe polonais Batushka, dont l'album Litourgiya traite de la liturgie orthodoxe russe et qui laisse ouverte la question de savoir si ses textes doivent être considérés dans une perspective chrétienne, satanique ou anti-religieuse, est également polémique,. Les Pays-Bas comptent des groupes tels que Dormant et Slechtvalk,, bien que ce dernier ne se considère pas comme un « groupe chrétien ». En Suède, il existe une petite scène spécifiquement catholique romaine autour des groupes Reverorum Ib Malacht et Döddföd, le premier ayant été fondé entre autres par l'ancien guitariste d'Ofermod Karl Hieronymous Emil Lundin et par Karl Axel Mikael Mårtensson. Après leur conversion au catholicisme en 2010, l'orientation du contenu change également,,. Bien que Reverorum ib Malacht se soit entre-temps prononcé contre le satanisme, son guitariste Nicklas Johan Lingvall est en même temps actif dans des groupes anticosmiques et sataniques comme Grav ou Draug.
En Europe, les festivals Blast of Eternity à Neckarsulm (Allemagne), Elements of Rock (Suisse) et Nordicfest à Oslo (Norvège) constituent des centres importants de l'unblack metal.

## Artistes et groupes
Ils comprennent notamment : Admonish, Antestor, A Hill to Die Upon, Apostisy, Armageddon Holocaust, Arvinger , Azmaveth, Bedeiha, Beeroth, Christageddon, Crimson Thorn, Crimson Moonlight, Deborah, Drottnar, Elggibor, Erasmus, Evroklidon, Frost Like Ashes, Golgota, Horde, Hortor, Immortal Souls, Kekal, Lengsel, Mortal Treason, Nephesh, Poeme of Shadows, Sanctifica, Shadows of Paragon, Slechtvalk, et Vaakevandring.